# Larry (gato)
Larry es un gato doméstico que trabaja como ratonero jefe de la Oficina del Gabinete del Reino Unido en el número 10 de Downing Street, habiendo sido nombrado en 2011. Es un gato atigrado marrón y blanco, que se cree que nació en enero de 2007. En julio de 2016, cuando Theresa May se convirtió en primera ministra, se había ganado la reputación de ser «agresivo» en sus interacciones con otros ratoneros, especialmente con el gato mucho más joven del Foreign Office, Palmerston.

## Primeros años de vida
Larry es un gato callejero rescatado por el refugio Battersea Dogs & Cats Home que fue elegido por el personal de Downing Street. Larry estaba destinado a ser una mascota para los hijos de David y Samantha Cameron, y las fuentes de Downing Street lo describieron como un «buen ratonero» y con «un gran instinto de persecución y caza». En 2012, Battersea Dogs & Cats Home reveló que la popularidad de Larry había resultado en un aumento del 15 % de personas que adoptaban gatos.
Poco después de que lo acogieran en Downing Street, apareció en la prensa una historia que afirmaba que Larry era un gato perdido y que el propietario original había iniciado una campaña para recuperarlo. Sin embargo, más tarde se reveló que la historia era un engaño y que no existía tal propietario ni campaña.

## Carrera profesional

### Deberes oficiales
El sitio web de Downing Street describe los deberes de Larry como «recibir a los invitados en la casa, inspeccionar las defensas de seguridad y probar la calidad de la madera de los muebles antiguos». Dice que está «contemplando una solución a la ocupación de la casa por ratones» y le ha dicho a Downing Street que tal solución aún se encuentra en la «etapa de planificación táctica».
A diferencia de sus predecesores desde 1929, el mantenimiento de Larry está financiado por el personal de 10 Downing Street. Se cree que los eventos de recaudación de fondos para pagar su comida incluyeron una noche de concursos para el personal de Downing Street que se llevó a cabo en los salones estatales.

### Trabajo como ratonero jefe

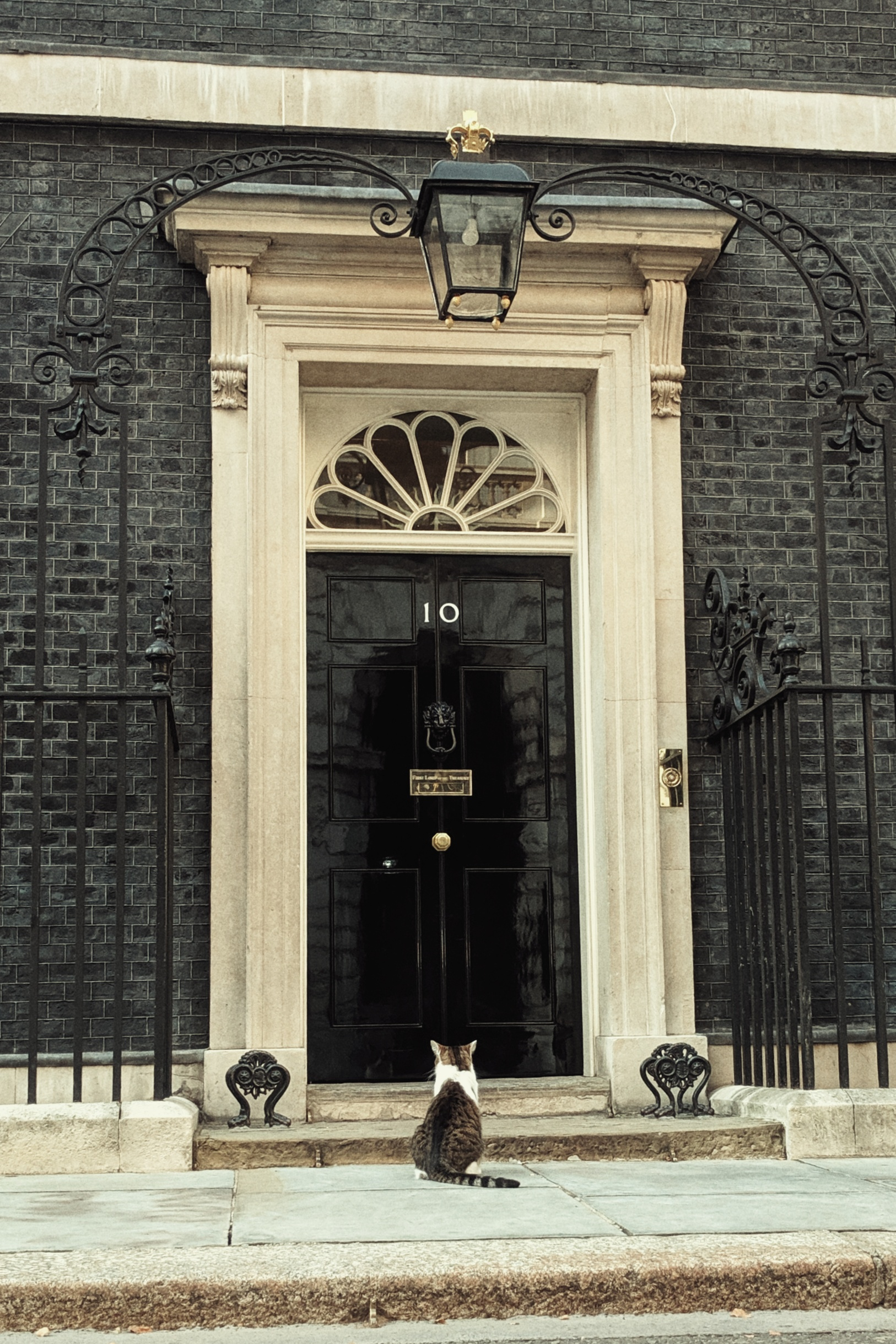
Larry en la puerta del número 10 de Downing Street, su residencia oficial y actual lugar de trabajo

Hizo su primera captura conocida, un ratón, el 22 de abril de 2011. El 28 de agosto de 2012, Larry hizo su segunda  captura pública, dejando caer a su presa en el césped frente al número 10. En octubre de 2013, Larry atrapó cuatro ratones en dos semanas y un miembro del personal rescató un ratón de sus garras.
En julio de 2015, George Osborne, canciller de la Hacienda, y el ministro de la Oficina del Gabinete, Matt Hancock, acorralaron a un ratón en la oficina del canciller y lo atraparon en una bolsa de papel marrón para sándwich. La prensa bromeó con que Osborne podría asumir el cargo de ratonero jefe.
David Cameron explicó durante sus últimas preguntas al primer ministro en 2016 que Larry es un funcionario y no una propiedad personal y, por lo tanto, no abandonaría Downing Street después de un cambio de primer ministro. Larry ha conservado su cargo durante todas las administraciones de Theresa May, Boris Johnson, Liz Truss y Rishi Sunak, sirviendo a su sexto primer ministro con la llegada de Keir Starmer a Downing Street.

### Cambios territoriales
En 2011, a Larry se le prohibió la entrada a las habitaciones del primer ministro en el número 10 de Downing Street porque su pelaje estaba arruinando los trajes nuevos de Cameron.
El ex vice primer ministro Nick Clegg describió una puerta de seguridad interna de Downing Street que requiere contacto de micrófono para acceder como cada vez más «no por seguridad, sino para mantener a los gatos fuera de un extremo del edificio a otro». En febrero de 2013, se erigió una barrera a prueba de gatos para evitar que Larry y su vecina Freya ingresaran al Foreign Office, luego de quejas de miembros del personal con alergias. El secretario de Relaciones Exteriores, William Hague, pidió más tarde que se derribara la barrera.
En diciembre de 2015, el exsecretario del Interior David Blunkett sugirió que se le debería pedir a Larry que aumentara sus responsabilidades para incluir el Palacio de Westminster que en ese momento estaba siendo invadido por roedores.

## Relaciones

### Políticos

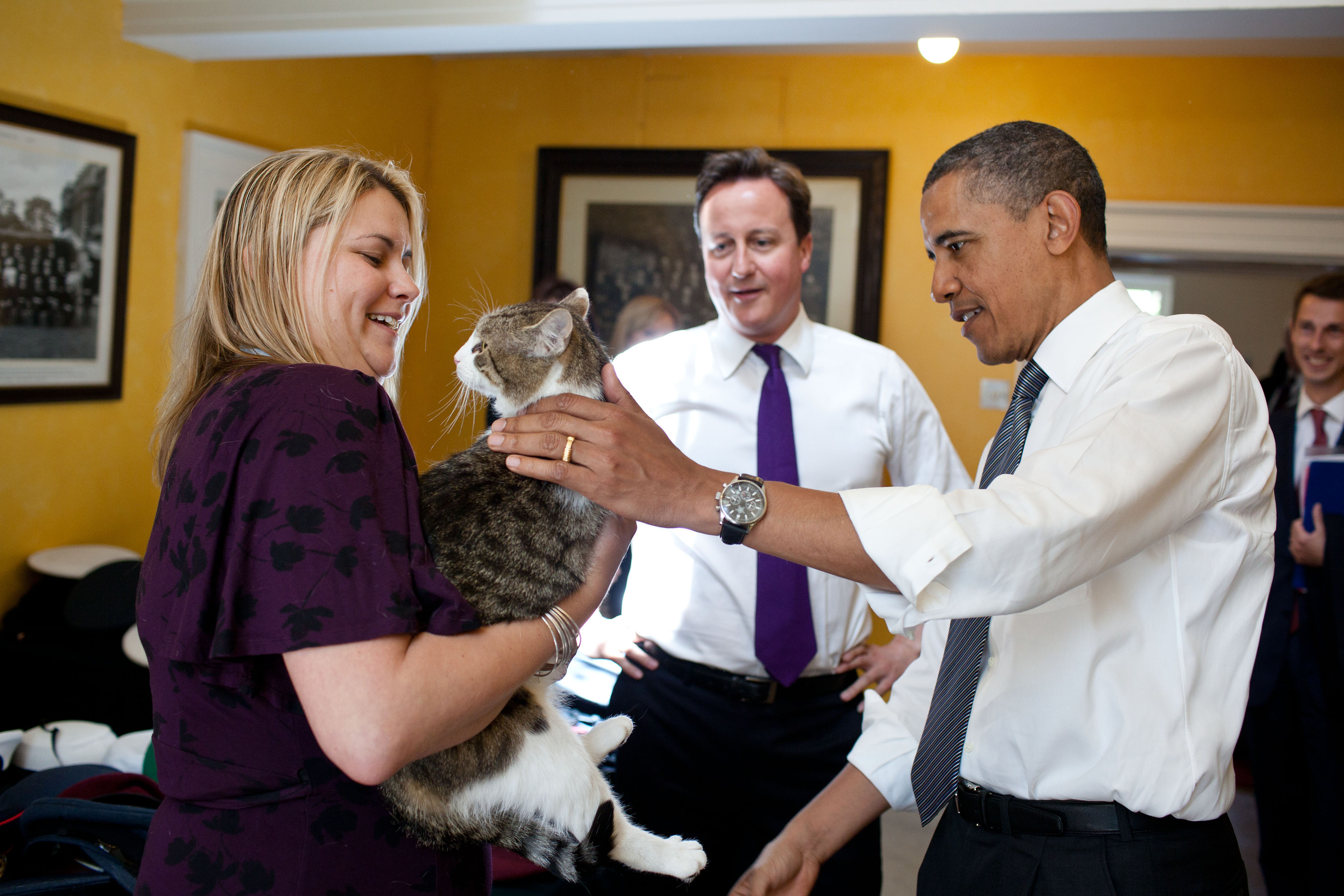
Larry con el primer ministro David Cameron y el presidente estadounidense Barack Obama

David Cameron ha dicho que Larry está «un poco nervioso» con los hombres, especulando que, dado que Larry era un gato rescatado, esto puede deberse a experiencias negativas en su pasado. Cameron mencionó que Barack Obama es una aparente excepción a este miedo: dijo: «Curiosamente, le gustaba Obama. Obama lo acarició y se llevaron bien».
En septiembre de 2013, según los informes, aumentaron las tensiones entre Cameron y Larry. Se informó que Cameron se opuso al pelo de gato en su traje y el olor a comida para gatos tuvo que ser disfrazado con ambientador cuando Downing Street tenía visitantes. Se dijo que a los Cameron no les gustaba Larry, en medio de sugerencias de que la mascota era un accesorio de relaciones públicas. Cameron publicó en Twitter que él y Larry se llevaban «perfectamente bien». Sin embargo, la casa de apuestas Ladbrokes convirtió a Cameron en el favorito (1/2) para abandonar Downing Street primero comparado con Larry (6/4). The Daily Telegraph sugirió que a Cameron nunca le gustaron los gatos, pero que los asesores creían que Larry podía hacer que el primer ministro pareciera más amigable. Al dejar el cargo en 2016, Cameron habló de su «tristeza» por no poder llevar a Larry con él. Cuando Theresa May se convirtió en primera ministra en 2016, existía la preocupación de que Larry estuviera estresado y pudiera estar extrañando a la familia Cameron.

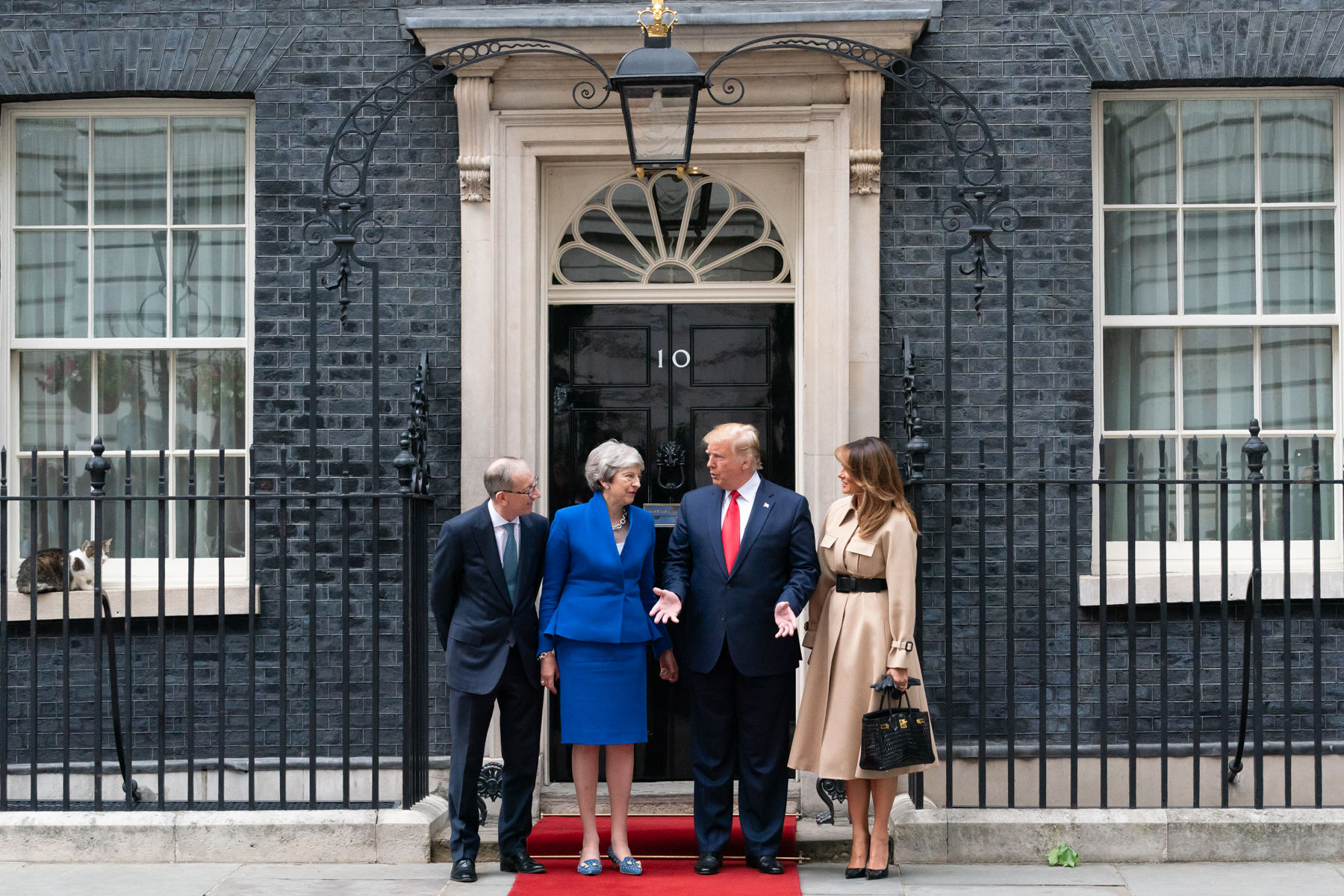
Larry (izquierda) yace en la ventana del número 10 de Downing Street, durante la visita del presidente de los Estados Unidos, Donald Trump.

En agosto de 2016, Sir Alistair Graham, expresidente del Comité de Normas en la Vida Pública, respondió a la controversia sobre el favoritismo en la Lista de Honores de Disolución de Cameron bromeando diciendo que estaba «sorprendido de que Larry el gato no obtuviera uno».
En junio de 2019, en lo que la prensa describió como un photobombing, se vio a Larry en el alféizar de la ventana afuera del Número 10 mientras Theresa May y su esposo Philip May posaban con el presidente de los Estados Unidos, Donald Trump, y su esposa Melania Trump al comienzo del estado de Trump. visita al Reino Unido; Más tarde se refugió de la lluvia bajo el Cadillac blindado de Trump y no pudo ser persuadido, lo que llevó a Jon Sopel de la BBC a tuitear: «ÚLTIMA HORA: los manifestantes anti-Trump no logran detener la caravana de @realDonaldTrump, pero @Number10cat sí».

### Otros animales
En junio de 2012, el canciller de la Hacienda, George Osborne, se reunió con su gata perdida hace mucho tiempo, Freya, que se mudó al número 11 de Downing Street. Se informó que Freya y Larry establecieron rápidamente relaciones cordiales, aunque se había visto a los dos gatos peleando. Se informó que Freya era la gata más dominante y la cazadora de ratones más efectiva, supuestamente porque sus días como callejera la habían «endurecido». En noviembre de 2014, Freya abandonó Downing Street y dejó a Larry con la responsabilidad exclusiva de controlar los ratones.
En 2014, Osborne trajo una perra, Lola. Los ayudantes anunciaron que Lola se llevaba bien tanto con Larry como con Freya.
En agosto de 2016, se supo que la Oficina del Gabinete estaba considerando nombrar a otro Ratonero Jefe para que se ocupara de su problema con los ratones. El Chief Whip, Gavin Williamson, dijo que el gato se llamaría Cromwell.